# Герб Верховинського району
Герб Верховинського району — офіційний символ Верховинського району, затверджений 29 квітня 1993 р. рішенням сесії районної ради.

## Опис
На щиті, понижено перетятому лазуровим і зеленим, з нижньої частини виростає зелена ялина, обтяжена виникаючою золотою ялиною, обтяженою срібною квіткою з червоними краями пелюсток і серцевиною, із зеленим стеблом і листям. У першій частині три гори, середня з яких вища, срібло і лазур. З боків щита два гуцульських топірця лезами назовні, нагорі синьо-жовта стрічка з круглою чорно-золотою емблемою, в середині якої Тризуб.